# Neactina simmondsii
Neactina simmondsii är en tvåvingeart som först beskrevs av Miller 1917.  Neactina simmondsii ingår i släktet Neactina och familjen vapenflugor. Inga underarter finns listade i Catalogue of Life.